# Хемолитично-уремична епидемия 2011
| ЛЕГЕНДА                 | Няма хранителни забрани/ проби | Хранит. проби | Ограничения: храни/ търговия |
| ----------------------- | ------------------------------ | ------------- | ---------------------------- |
| Без регистрирани случаи |                                |               |                              |
| Под наблюдение          |                                |               |                              |
| Заразени отвън          |                                |               |                              |
| Местна зараза           |                                |               |                              |
| Смъртни случаи          |                                |               |                              |

Продължилата няколко месеца хемолитично уремична стомашно-чревна епидемия, причинена от бактерията Ешерихия коли O104:H4, започва в Германия през май 2011 г. Определени патогенни щамове на Escherichia coli се сочат като главна причина за това сложно стомашно-чревно и системно заболяване. Епидемията започва след консумацията на храни заразени с тези бактерии от няколко души, които развиват остър хемолитично-уремичен синдром (ХУС). Това е спешна медицинска ситуация, която изисква своевременно интензивно лечение, включително хемодиализа и кръвопреливане. Общо 3950 души са били засегнати, 53 умират, от които 51 в Германия.
Неголям брой жертви на епидемията са докладвани в няколко европейски страни, измежду които Швейцария, Полша, Нидерландия, Швеция, Дания, Великобритания и САЩ.
Германски служители дават погрешна информация за произхода и щама на бацила. Германските епидемиологични служби прибързано свързват серотипа О104 с внесени от Испания краставици. След началната си реакция, те осъзнават, че испанските парникови краставици не са източникът на епидемията, след като бактериални посевки не потвърждават присъствието на бактериите О104 в тествания материал. Испанските производители са възмутени от прибързаното оповестяване на невярна информация, която предизвиква паника на пазара и коства на селскостопанските износители около $200 милиона на седмица. В отговор на епидемията в Европейския съюз, Русия е налага забрана на вноса на селскостопанска и друга хранителна продукция от Европа.

## Курс на епидемията
Първите случаи на ентерохеморагичен колит са регистрирани на 2 май 2011 г. Симптомите са стомашно-чревни спазми и кървава диария с колит, температура и болка в кръста, вероятно вследствие на шигоидни токсини, известни като веротоксини. Вследствие на излагането на кръвта на тези токсини се развиват бъбречни усложнения, водещи до несъстоятелността на бъбреците да филтрират отпадните продукти от метаболизма на протеините, което причинява остра бъбречна недостатъчност. Освен това в кръвните проби се наблюдава уремия и хемолиза, или разрушаване на червените кръвни телца. Поради тези две причини, синдромът се нарича хемолитично-уремичен. Първият смъртен случай е на 21 май 2011 г. Едва на 22 май германските власти признават сложността на ситуацията, след като наблюдават увеличаване на ентерохеморагичните случаи след заподозряна зараза с Ешерихия коли О104. Стомашно-чревни заболявания в Германия свързани с Ешерихия коли обикновено засягат около 800 до 1200 пациента годишно и обикновено това са леки случаи на неразположение и диария, които не изискват специално лечение.
На 26 май 2011 г. германски органи на здравеопазването заявяват, че случаите на ентерохеморагичен колит са причинени от бацилите Ешерихия коли О104, намерени в испански парникови краставици. На 27 май 2011 г. съобщението на органите ескалира в официални комюникета до околните страни, с предупреждение за изтегляне на испанските краставици от пазара. На същия ден европейската комисия (ЕК) излиза с доклад, че заподозрените два парника са карантинирани и се изследват от епидемиолози и микробиолози. Изследването включило проби от почвата, водата и биологичен материал от оранжериите, намиращи се в района на Андалусия, като предварителните резултати се очакват на 1 юни 2011 г. До този момент пробите в андалуските оранжерии са отрицателни за болестотворните Ешерихия коли О104 бацили. На преден план се изтъква вероятността за кросконтаминация на продукцията по време на транспорта и́ или на разпределителния център в Хамбург.
До 6 юни 2011 г. почиват 19 души, а около 500 са хоспитализирани, вследствие на изострянето на епидемията. Освен тези пациенти, близо 2000 нови случаи на гастроентерит и колит с хемолитични признаци са забелязани в различни германски населени места. Най-вероятният маршрут на инфекцията е вътрешногермански. Федералната епидемиологична служба – Институтът „Роберт Кох“ издава предупреждение „срещу консумацията на сурови домати, краставици и марули в Германия, в опит да се прекъснат нови инциденти“. На 31 май 2011 г., служител на ЕК излиза с изказване, че транспортният ешелон е така насечен и с толкова много инстанции, че във всеки един от тези прекъснати пунктове е могло да стане заразяване на продукцията. Още веднъж, испанските служители правят изявление, че не може да се обвиняват испанските земеделски производители за епидемията. Испанският еврокомисар Диего Лопес Гаридо заявява: „не може да се твърди, че началото и е в Испания.“ Лабораторни проби на две от общо четири изследвани краставици показват присъствие на бактерии произвеждащи токсини, но според специалисти, става дума за крос-контаминиране, а освен това тези щамове не са същите Ешерихия коли О104, които са идентифицирани сред болните. Бактериалните видове от другите две краставици не са били идентифицирани. 

По отношение на серотипа О104, геномната секвенция извършена в пекинския Геномен институт в Шънджън през 2001 г. е показала, че щамът притежава някои ентероагрегативни качества, най-вероятно придобити чрез хоризонтален генетичен обмен. Изследователският институт в Бърно, Чехия потвърждава няколко случаи на 1 юни 2011 г. Също така на 2 юни във Великобритания и Германия са репортирани нови случаи на заразявания с патогенния щам О104. Гермаските вестници не престават да сочат Испания като виновник за епидемията и „Дер Шпигел“ публикува на 31 май, че вероятните причинители на заразата са бактерии посяти в зеленчуците поради методите на поливане със замърсена с течен тор вода или пренесени от испанските голи охлюви Arion vulgaris, които по думите на гермаската преса: „са чести проблеми повече в Испания, отколкото в Германия“. Единствената предишна документирана епидемия с Ешерихия коли О104 е през 2005 г. в Корея и причината била в замърсени с бактериите хамбургери. Към 1 юни, германските епидемиологични служби не разполагат с източник на заразата. На 4 юни, германски и европейски служители насочват вниманието си към ресторант в Любек, Германия, като вероятен първоизточник на смъртоносната ентерохеморагична епидемия в Европа.

## Предпазни мерки
Макар до момента да няма ясно заявен източник на епидемията, патогени свързани с такива симптоми се срещат често и е наложително да се спазват елементарните хигиенни мерки. Почти всички епидемии свързани със стомашно-чревни заболявания имат винаги един общ елемент – лошата хигиена и неправилно или отсъстващо миене на ръцете. Винаги след контакт с мръсни предмети, повърхности, стока, животни или след посещаване на тоалетната най-сериозно се препоръчва изрядното измиване на ръцете с топла, но не гореща вода и сапун, като фрикцията с пяна трябва да продължи поне 15 секунди, следвана от изплакване с хладка или студена вода. На полеви условия или при положение, че сте в зона с минимален достъп до течаща вода, се препоръчва да се запасите със санитарни кърпички или друг вид хигиенни материали за дезинфекция в отсъствие на вода и/или сапун. Освен това, всички селскостопански продукти трябва задължително да бъдат измити с обилна струя вода, а за предпочитане е да се обелят, когато това е възможно, или да минат през топлинна обработка. Проблемът с топлинната обработка е, че бактериите Ешерихия коли са сравнително топлоустойчиви и изискват поне 55 °C при наличие на бактериите на повърхността (както е при зеленчуците), или до 68,3 °C при наличие на бактериите в средата на кюфте или хамбургер. Независимо че епидемии, свързани с плодове или зеленчуци са много редки, се препоръчва щателно измиване на всички стоки от пазара преди консумация поради факта, че и много малка доза от патогенния щам ЕКО104:H4, шигела или листерия е достатъчна за инфектиране, докато в случаите на салмонела, са нужни милиони бактерии, за да преодолеят имунната реакция.

## Засегнати страни
Повечето жертви на епидемията се предполага, че са инфектирани в Германия. В таблицата по-долу са посочени според това, къде са били диагностицирани.
| страна         | смъртни случаи | потвърдени случаи | вероятни случаи |
| -------------- | -------------- | ----------------- | --------------- |
| Германия       | 18             | 450               | 1213            |
| Великобритания | 0              | 3                 | -               |
| Швеция         | 1              | 41                | -               |
| Дания          | 0              | 14                | 26              |
| Нидерландия    | 0              | 2                 | -               |
| Франция        | 0              | 10                | 3               |
| Испания        | 0              | 1                 | -               |
| Австрия        | 0              | 2                 | 0               |
| Швейцария      | 0              | 2                 | -               |
| Финландия      | 0              | -                 | 1               |
| Португалия     | 0              | 0                 | 1               |
| Полша          | 0              | 1                 | -               |
| САЩ            | 0              | 4                 | -               |
| Чехия          | 0              | 1                 | 7               |
| Total          | 19             | 530               | 1251            |